# Anna Chevtchenko
Pour les articles homonymes, voir Chevtchenko.
Anna Vitalyevna Chevtchenko (en russe : Анна Витальевна Шевченко), née le 8 août 1993 à Pavlodar, est une fondeuse kazakhe. 

## Biographie
Elle compte trois participations aux Championnats du monde junior en 2011, 2012 et 2013, avec comme meilleur résultat individuel onzième au skiathlon en 2012 à Erzurum.
Si elle fait ses débuts dans l'élite en 2013 aux Championnats du monde à Val di Fiemme, où elle arrive notamment 36e du trente kilomètres, elle doit attendre novembre 2016 pour courir sur la Coupe du monde. Ensuite, aux Championnats du monde 2017, à Lahti, elle prend notamment la 22e place sur le skiathlon, soit son meilleur classement individuel dans un grand championnat. À l'Universiade 2017, qui a lieu dans son pays à Almaty, Chevtchenko décroche un total de cinq médailles, dont l'or au sprint par équipes.
En novembre 2017, lors du Ruka Triple, elle marque son premier point pour la Coupe du monde avec une 30e sur le dix kilomètres classique. Quelques semaines plus tard, elle réalise sa meilleure performance à ce niveau avec une seizième place sur l'étape du Tour de ski à Val di Fiemme, un dix kilomètres classique.
En 2018, elle prend part aux Jeux olympiques à Pyeongchang, où elle finit 36e du skiathlon, 29e du sprint classique (quart de finale), 56e du dix kilomètres libre, 31e du trente kilomètres classique et 20e du sprint par équipes. 
En 2021, elle est sanctionnée d'un an de suspension par la Fédération internationale de ski en raison de trois contrôles antidopage manqués.

## Palmarès

### Jeux olympiques d'hiver
| Épreuve / Édition   | Sprint                           | Sprint    | 10 km | 10 km                            | Skiathlon 2 × 7,5 km | 30 km | Relais | Relais   |
| Épreuve / Édition   | libre                            | classique | libre | classique                        | Skiathlon 2 × 7,5 km | 30 km | Sprint | 4 × 5 km |
| JO 2018 Pyeongchang | Épreuve inexistante à cette date | 29e       | 56e   | Épreuve inexistante à cette date | 36e                  | 31e   | 20e    | -        |

Légende :
- : pas d'épreuve
- — : Non disputée par Shevchenko

### Championnats du monde
| Épreuve / Édition           | Sprint                           | Sprint                           | 10 km                            | 10 km                            | Skiathlon 2 × 7,5 km | 30 km | Relais | Relais   |
| Épreuve / Édition           | libre                            | classique                        | libre                            | classique                        | Skiathlon 2 × 7,5 km | 30 km | Sprint | 4 × 5 km |
| Mondiaux 2013 Val di Fiemme | Épreuve inexistante à cette date | 65e                              | —                                | Épreuve inexistante à cette date | 69e                  | 36e   | —      | 15e      |
| Mondiaux 2015 Val di Fiemme | Épreuve inexistante à cette date | 45e                              | -                                | Épreuve inexistante à cette date | 44e                  | 40e   | —      | -        |
| Mondiaux 2017 Lahti         | 43e                              | Épreuve inexistante à cette date | Épreuve inexistante à cette date | -                                | 22e                  | -     | 12e    | 14e      |
| Mondiaux 2019 Seefeld       | 62e                              | Épreuve inexistante à cette date | Épreuve inexistante à cette date | 38e                              | 41e                  | 33e   | -      | 15e      |
| Mondiaux 2021 Oberstdorf    | Épreuve inexistante à cette date | 52e                              | -                                | Épreuve inexistante à cette date | 36e                  | 30e   | 17e    | -        |

Légende :
- : pas d'épreuve
- — : Non disputée par Shevchenko

### Coupe du monde
- Meilleur classement général : 77e en 2018.
- Meilleur résultat individuel : 16e.

#### Classements en Coupe du monde
| Année     | Classement général final | Classement distance | Classement sprint |
| 2017-2018 | 77e                      | 62e                 |                   |
| 2018-2019 | 109e                     | 82e                 |                   |
| 2019-2020 | 84e                      | 71e                 |                   |

### Universiades
Almaty 2017 :
- -  Médaille d'or sur le sprint par équipes
  -  Médaille d'argent sur le relais.
  -  Médaille de bronze sur le cinq kilomètres classique.
  -  Médaille de bronze sur la poursuite (5 km libre)
  -  Médaille de bronze sur le quinze kilomètres classique (départ en masse).

### Coupe d'Europe de l'Est
- 3 podiums individuels.